# Native Tongue
Native Tongue is het vierde studioalbum van de Amerikaanse glam metalband Poison. Het album werd op 8 februari 1993 uitgebracht op het Enigmalabel van Capitol Records.

## Productie en marketing
Het album werd opgenomen in de A&M Studios in Hollywood en Rumbo Recorders in Canoga Park, Californië met producer Richie Zito. Het werd opgedragen aan Van Halens tourmanager Scotty Ross en voormalig Poisongitarist DeVille.
Dit album was de eerste en enige uitgave waarop gitarist Richie Kotzen de gitaar bemande. Kotzen werd aangenomen na het ontslag van C.C. DeVille. Daar hij meteen als een volwaardig lid van de band werd gezien, werd hem een aanzienlijke creatieve vrijheid gegeven. Hierdoor domineerden Kotzens bijdragen het album, wat duidelijk werd door de complexiteit en de verfijning van de muziek, wat op vorige albums van de groep ontbrak.
Kotzen zou later uit de band gezet worden nadat ontdekt werd dat hij een romance begonnen was met de verloofde van drummer Rikki Rockett. Hij zou later verklaren dat "lid zijn van Poison hielp me vergeten dat ik muzikant was" terwijl Rockett weeklaagde over het verlies van de originele "attitude" van de band.

## Thema's en nummers
Tekstueel openbaarde de band een groeiende verfijning. De albumthema's waren het vechten tegen onrecht ("Scream" en "Stand"), verloren liefde ("Until You Suffer Some", "7 Days Over You", "Theatre of the Soul"), en inwendige demonen ("Stay Alive").

## Lijst van nummers
1. "Native Tongue"
2. "The Scream"
3. "Stand"
4. "Stay Alive"
5. "Until You Suffer Some (Fire and Ice)"
6. "Body Talk"
7. "Bring it Home"
8. "7 Days Over You"
9. "Richie's Acoustic Thang"
10. "Ain't That the Truth"
11. "Theatre of the Soul"
12. "Strike Up the Band"
13. "Ride Child Ride"
14. "Blind Faith"
15. "Bastard Son of a Thousand Blues"